# El infortunado Fortunato
El infortunado Fortunato es una película en blanco y negro de Argentina dirigida por Enrique Cahen Salaberry sobre el guion de Ariel Cortazzo según la obra La honradez en el sótano, de Florencio Chiarello que se estrenó el 21 de octubre de 1952 y que tuvo como protagonistas a Mario Fortuna, Francisco Álvarez, Delfy de Ortega y María Concepción César.

## Sinopsis
Un hombre humilde y bonachón sufre una desilusión cuando la joven a la que ama se relaciona con un millonario.

## Reparto
- Mario Fortuna
- Francisco Álvarez
- Delfy de Ortega
- María Concepción César
- Diana de Córdoba
- Felisa Mary
- Hugo Chemin
- Carlos Barbetti
- Yuki Nambá
- Inés Murray
- Lalo Hartich
- Rafael Diserio

## Comentarios
Noticias Gráficas dijo en la crónica del filme:

”Típica eficacia del grotesco.”

King por su parte apuntó:

”Correcta dirección…buena labor de M. Fortuna.”

Manrupe y Portela escriben:

”Comedia sentimentl de segunda línea sobre lo conveniente que resulta ser bueno, aunque uno pierda lo que más quiera en la vida.”